# 5777 Hanaki
5777 Hanaki (1989 XF) là một tiểu hành tinh vành đai chính được phát hiện ngày 3 tháng 12 năm 1989 bởi Y. Mizuno và T. Furuta ở Kani.